# Hälsningar från
Hälsningar från är ett program i TV4, som premiär i april 2018 och den andra säsongen visades med start i april 2019. Både första säsongen och andra säsongen bestod av 6 avsnitt.

## Handling
I varje avsnitt av programmet tar programledaren Pär Lernström en känd person med familj tillbaka till det årtal då huvudpersonen var 12 år gammal. Tillsammans tillbringar de ett veckoslut inuti en enfamiljsvilla eller lägenhet, där de exempelvis klär sig efter dåtidens mode, äter mat som var populär då, samt ser TV-program som sändes då.
Innan inspelningen påbörjas samlas vanligtvis även mobiltelefonerna in och förvaras i en låda, för att bättre återskapa det aktuella årtalet.

## Medverkande och årtal

### Säsong 1
| Medverkare        | Årtal |
| ----------------- | ----- |
| Magnus Samuelsson | 1982  |
| Magdalena Graaf   | 1987  |
| Mikkey Dee        | 1975  |
| Per Fritzell      | 1968  |
| Per Fosshaug      | 1978  |
| Hanna Marklund    | 1990  |

### Säsong 2
| Medverkare       | Årtal |
| ---------------- | ----- |
| Casper Janebrink | 1983  |
| Siw Malmkvist    | 1949  |
| Joe Labero       | 1976  |
| Julia Dufvenius  | 1988  |
| Tony Rickardsson | 1982  |
| Tommy Myllymäki  | 1991  |